# Piotr Bobras
Piotr Bobras (* 9. September 1977 in Białystok) ist ein polnischer Schachspieler.

## Leben
Im Schach wurde er von Tadeusz Bieluczyk (* 1936) und Fernschach-SIM Bogdan Bieluczyk (1933–2008) trainiert. Bobras absolvierte die Technische Hochschule Białystok mit einem Abschluss in Informatik.

## Erfolge
Mit der polnischen Nationalmannschaft nahm er an der Mannschaftseuropameisterschaft 2005 in Göteborg teil. 2002 wurde er Internationaler Meister. Seit August 2005 trägt er den Titel Schachgroßmeister. Die Normen hierfür erfüllte er 2004 beim Open in Bad Wiessee und 2005 in Cappelle-la-Grande sowie bei der Einzeleuropameisterschaft in Warschau.

## Vereine
In Polen spielte Piotr Bobras 1991 für MKSB Jagiellonia Białystok, in der zweiten Hälfte der 1990er-Jahre für Pribo Hańcza Suwałki, Anfang der 2000er-Jahre für Devo Maraton Łomża, Mitte der 2000er-Jahre für JKSz-MCKiS Jaworzno, von 2008 bis 2013 für WASKO HetMaN Szopienice Katowice, mit denen er 2008, 2010 und 2013 polnischer Mannschaftsmeister wurde, von 2014 bis 2016 für GK Baszta MOS Żnin, 2017 für WKSz Kopernik Wrocław und seit 2018 für K.Sz. Miedź Legnica.
In Deutschland spielt er seit der Saison 2005/06 für die SG Turm Trier (ab 2008 umbenannt in SG Trier) und in Ungarn für den Aquaprofit Nagykanizsai Tungsram Sakk-Klub. Mit Aquaprofit wurde er in den Saisons 2008/09, 2009/10 und 2010/11 ungarischer Mannschaftsmeister. Mannschaftsschach spielt oder spielte er auch in der belgischen 1. Liga (bis 2005 für Boey Temse), der tschechischen Extraliga (in der Saison 2005/06 für Agentura 64 Grygov, von 2007 bis 2011 für den ŠK Pardubice und seit 2013 für den ŠK Slavoj Ostrava-Poruba) und in der Liga der Kanarischen Inseln. it Manx Liberty gewann er in der Saison 2021/22 die Four Nations Chess League.